# Manípulo

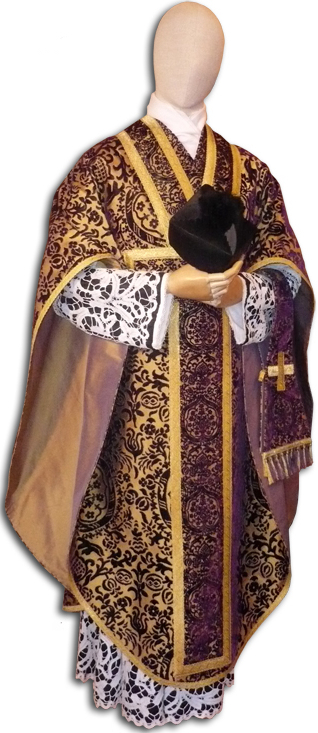
Um manequim portando as vestes necessárias para a celebração da missa por um padre. O manípulo, está no braço esquerdo, bordado com uma cruz.

Manípulo é um veste litúrgica usada principalmente dentro do clero da Igreja Católica e, ocasionalmente, usado por alguns anglo-católicos e luteranos. É uma faixa bordada com três cruzes, confeccionada de seda, ou de tecido semelhante, que é usada pendurada no braço esquerdo. Só é utilizado no contexto da missa, e é da mesma cor litúrgica como os outros paramentos.
O manípulo é uma peça de vestuário obrigatória para o sacerdote ao celebrar a forma antiga do Rito Romano, embora alguns sacerdotes também o tem utilizado na celebração da missa nova.

## Uso
O manípulo é utilizado na forma antiga do rito romano, sendo usado por um padre investido de uma casula para celebrar a missa. Um bispo celebrando a Missa Baixa, coloca o manípulo somente após as Orações ao pé do altar. O Código de rubricas de 1960, incorporado no Missal Romano de 1962, afirma que o manípulo nunca é usado com a pluvial (como, por exemplo, na cerimônia do Asperges ou na bênção do Santíssimo Sacramento), e, se a pluvial não está disponível, o Código permite que o sacerdote dê tais bênçãos usando somente a alva e vestindo uma estola, mas sem casula e manípulo.

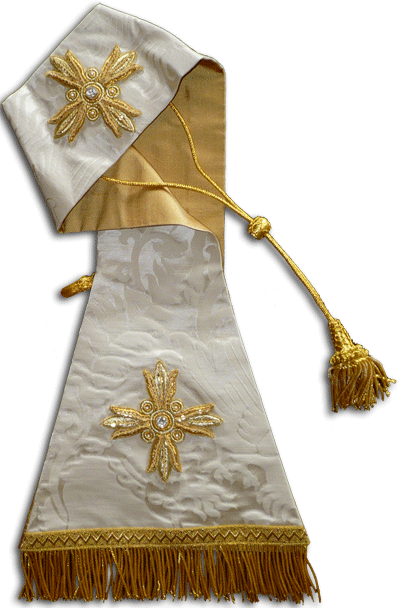
Um manípulo

O manípulo é usado também, com a dalmática ou tunicela, pelo diácono e subdiácono em uma Missa Solene.
O manípulo é uma vestimenta não só do rito romano, mas também da maioria dos outros ritos litúrgicos latinos.
No que diz respeito ao que é hoje a forma ordinária do Rito Romano, revisada em 1969, a Instrução Geral do Missal Romano afirma: "A veste própria do sacerdote celebrante, na Missa e outras ações sagradas diretamente ligadas com a Missa é, salvo disposição em contrário indicada, a casula, vestida sobre a alva e estola". Para o diácono diz: "A veste própria do diácono é a dalmática, vestida sobre a alva e estola. A dalmática pode, no entanto, ser omitida por necessidade ou por conta de um menor grau de solenidade". Em nenhum dos casos há qualquer menção do manípulo como uma veste em uso.